# Encyocrypta neocaledonica
Encyocrypta neocaledonica är en spindelart som beskrevs av Raven och Churchill 1991. Encyocrypta neocaledonica ingår i släktet Encyocrypta och familjen Barychelidae.
Artens utbredningsområde är Nya Kaledonien. Inga underarter finns listade i Catalogue of Life.